# Siliveniótika
Siliveniótika är en ort i Grekland.   Den ligger i prefekturen Nomós Achaḯas och regionen Västra Grekland, i den centrala delen av landet, 120 km väster om huvudstaden Aten. Siliveniótika ligger 11 meter över havet och antalet invånare är 1 595.
Terrängen runt Siliveniótika är varierad. Havet är nära Siliveniótika åt nordost. Runt Siliveniótika är det ganska glesbefolkat, med 27 invånare per kvadratkilometer. Siliveniótika är det största samhället i trakten. 